# Miklós Perényi
Miklós Perényi   (Budapest, 5 de gener de 1948) és un violoncel·lista hongarès. Va néixer a Budapest en una família de músics i va estudiar en l'Acadèmia de Música Ferenc Liszt a Budapest amb Ede Banda i Enrico Mainardi. Va continuar els seus estudis en l'Acadèmia Santa Cecilia, graduant-se el 1962. El 1963 va guanyar un premi en el Concurs International de Violoncel·lo Pau Casals a Budapest.
En 1965 i 1966 va ser alumne de Pau Casals a Zermatt i a Puerto Rico i després va interpretar en el Festival de Marlboro durant quatre anys consecutius. El 1974 es va convertir en professor, entrant el 1980 a l'Acadèmia de Música de Ferenc Liszt, però continuant exercint l'ensenyament a nivell internacional. Ha estat un convidat regular del Teatre de la Ville a París per a obres en solitari i actuacions musicals en cambra. El 2001 va participar en el Festival Internacional de Música Pau Casals, acompanyat al piano per Rénes Varjón, interpretant suites de Bach, una sonata de Chopin i una rapsòdia de Bela Bartok.

## Discografia
El treball de Perényi està disponible en enregistraments d'Hungaroton, Quint, Decca, Metropolitan Vídeo i ECM New Sèries. Els enregistraments seleccionats inclouen:
- Beethoven: Música Completa per Piano i Violoncello per Ludwig Van Beethoven, Andras Schiff, i Miklos Perenyi (CD d'Àudio - Sep 28, 2004)
- J.S. Bach/Miklos Perenyi: 6 Suites per Cello Solo - BWV 1007-1012
- Miklos Perenyi & Denes Varjon per Perenyi, Varion, Bach, i Britten
- Suite Cap.3 en C, BWV1009: Courante per Miklós Perényi & Dénes Várjon
- Haydn: Cello Concerts 1 & 2 per Miklos Perenyi, Franz Joseph Haydn, Franz Liszt Orquestra de Cambra, i János Rolla
- Sonata en C, Op.65: Scherzo - pizzicato per Miklós Perényi & Dénes Várjon
- Els Instruments De Música Clàssica: El Cello per Miklos Perenyi, Ludwig Van Beethoven, Antonín Dvořák, i Benjamin Godard